# Sangre Azul (novela)
Sangre fría (en Inglés: Frostbite) es una novela de vampiros escrita por Richelle Mead. Es el segundo libro de la saga Vampire Academy que consiguió llegar al número 1 de la lista de los más vendidos del New York Times. En España, Sangre fría se ha publicado por Editorial Hidra en 2022. El libro continúa la historia de la protagonista, Rose Hathaway, su vínculo con la princesa Vasilissa “Lissa” Dragomir, el romance con su instructor Dimitri Belikov y su entrenamiento para convertirse en guardiana de los moroi.

## Sinopsis
La historia comienza con el viaje de Rose y Dimitri en busca del legendario guardián Arthur Schoenberg para el examen de calificación de Rose. Cuando llegan a la casa de los moroi que este guardián protege, descubren el sangriento asesinato de toda la familia y sus guardianes, incluido Arthur. En la escena del crimen, Rose descubre una estaca de plata, un objeto mágico que los strigoi no pueden tocar, y llega a la conclusión de que han recibido ayuda humana en su ataque. La masacre pone alerta a la comunidad vampírica. Después de esto, Dimitri lleva a Rose a conocer a una amiga suya, Tasha Ozera, la tía del Christian, el novio de Lissa. Para mantener seguros a los estudiantes, la Academia San Vladimir decide realizar una excursión obligatoria después de Navidad a una estación de esquí propiedad de una de las familias más ricas e importantes de los moroi.
Durante el viaje, cunde el pánico al difundirse la noticia de otro ataque strigoi, esta vez a la realeza moroi. En el ataque, una de las víctimas mortales resulta ser la madre de Mia, compañera de clase y rival de Rose y Lissa. Durante su estancia en el complejo, Rose habla con su madre y descubre que Tasha no solo es amiga de Dimitri, sino que también quiere que él sea su guardián. Además, y lo que es más sorprendente, Tasha desea empezar una relación con él, quien también está interesado. En el mismo viaje, Rose conoce a un miembro de una de las familias reales moroi llamado Adrian Ivashkov que se interesa de inmediato en ella y se convierte en amigo de Lissa tras descubrir que ambos son usuarios del espíritu. Más tarde y durante la fiesta de Adrian en la piscina, Mason, amigo de Eddie, y Mia comienzan a expresar su opinión sobre la caza de strigoi. Por otra parte, y tras una acalorada discusión con Dimitri, Rose le da a Mason información confidencial sobre la posible localización del escondite de los strigoi. Con esta información, Mia, Mason y Eddie se escapan del centro vacacional y viajan a Spokane, Washington, para dar caza a los strigoi ellos mismos. Rose descubre su plan y junto a Cristhian intentan detenerlos.
Rose y Christian encuentran al grupo y los convencen de volver a la estación. Sin embargo, son emboscados por un grupo de strigoi liderados por Isaiah que los mantiene cautivos durante días, amenazando con matar a los estudiantes e intentando convencer a Christian y a Mia de que se conviertan en strigoi si matan a uno de sus amigos. Rose y Christian idean un plan de escape que consigue triunfar. Pero algo se tuerce y Rose se ve obligada a luchar contra Isaiah y su subordinada Elena. Mason regresa e intenta ayudar a Rose, pero lo matan al instante tras romperle el cuello. Furiosa por la muerte de Mason, Rose mata a Isaiah y Elena decapitándolos con una espada antigua para después colapsar por el choque emocional justo antes de la llegada de los guardianes. Una vez regresan a San Vladimir, Rose recibe dos marcas molnija por haber matado a los strigoi. Posteriormente, Dimitri le dice que rechazó la oferta de Tasha para convertirse en su guardián y admite que está enamorado de Rose y nunca la dejará para a continuación besarla, terminando así el segundo libro de Vampire Academy. 